# Lupeni (Harghita)
Pour les articles homonymes, voir Lupeni (homonymie).
Lupeni (en hongrois : Farkasfalva) est une commune roumaine du județ de Harghita, dans la région historique de Transylvanie. Elle est composée des neuf villages suivants:
- Bisericani (Szentlélek)
- Bulgăreni (Bogárfalva)
- Firtușu (Firtosváralja)
- Lupeni, siège de la commune
- Morăreni (Nyikómalomfalva)
- Păltiniș (Kecsed)
- Păuleni (Székelypálfalva)
- Satu Mic (Kecsetkisfalud)
- Sâncel (Szencsed)

## Localisation
Lunca de Sus est située dans la partie sud-ouest du comté de Harghita, à l'est de la Transylvanie dans le Pays Sicule (région ethno-culturel et linguistique), à 44 km de la ville de Miercurea Ciuc.

## Monuments et lieux touristiques
- Église romaine-catholique du village de Bisericani (construite au XIIIe siècle), monument historique.
- Église réformée du village de Păltiniș (construite en 1795), monument historique.
- Église réformée du village de Satu Mic (construite au XVIIe siècle), monument historique.
- Maison-Commémorative de l'écrivain hongrois Tamasi Aron (construite au XIXe siècle), monument historique.
- Dealul Fitruș (réserve naturelle - 40 ha)[3].

## Relations internationales
La commune de Lupeni est jumelée avec :
- Ajak (Hongrie)
- Kemence (Hongrie)
- Lengyeltóti (Hongrie)